# Joseph Pierco
Jean Marie Joseph Guillaume Pierco (Walshoutem 20 juli 1877 - 20 februari 1949) was een liberaal politicus, volksvertegenwoordiger en burgemeester van Walshoutem of Houtain-l'Évêque

## Levensloop
Joseph Pierco werd geboren als zoon van burgemeester Jules Pierco en Victoire Beauduin.
Pierco werd doctor in de rechten en advocaat. Hij woonde in zijn geboortedorp op het familiekasteel.
In 1921 werd hij verkozen tot volksvertegenwoordiger voor het arrondissement Hoei-Borgworm en oefende dit mandaat uit tot aan zijn dood. Van 1929 tot 1949 was hij quaestor van de Kamer.
In zijn gemeente werd hij in 1928 burgemeester en ook dit mandaat vervulde hij tot aan zijn dood.
Hij was lid van de Assemblée Wallonne en bestuurder van de Bank van Brussel.